# Киев-17
Ки́ев-17 — малоформатный однообъективный зеркальный фотоаппарат, выпускавшийся на киевском заводе «Арсенал» с 1978 по 1984 год. В камере впервые в СССР использован новейший тип ламельного затвора с вертикальным ходом металлических шторок. Такие затворы, появившиеся в иностранной аппаратуре после 1960 года, обеспечивали выдержку синхронизации, недоступную для классического затвора с горизонтальным ходом матерчатых шторок. Кроме того, фотоаппарат стал первым в линейке с байонетом Nikon F.

## Историческая справка
Завод «Арсенал» с 1964 года выпускал семейство малоформатных зеркальных фотоаппаратов «Киев-Автомат» с оригинальным веерным затвором, разработанным в ГОИ после войны. Несмотря на достоинства, такой затвор был очень громоздким. Из-за этого аппараты семейства оставались самыми крупными из советских 35-мм «зеркалок». К 1977 году было принято решение отказаться от веерного затвора фотоаппарата «Киев-15» в пользу более компактного и эффективного ламельного. Затвор, разработанный на «Арсенале» под руководством Анатолия Носко, имел оригинальную конструкцию и не нарушал ни одного зарубежного патента.
Ещё одной принципиальной новинкой стал байонет, полностью копирующий японский тип соединения байонет F. В предыдущих моделях семейства «Киев-Автомат» использовался байонет собственной разработки, так и не получивший распространения ни в СССР, ни в других странах. К моменту начала разработки «Киева-17» он успел устареть, и был признан бесперспективным. В то же время японский байонет F уже был одним из самых распространённых в мире, и совместимым с огромным количеством оптики ведущих производителей. 
Так появилось новое семейство однообъективных зеркальных фотоаппаратов с современным ламельным затвором и байонетом, получившим советское обозначение «Н» («Никон»). Прототип с TTL-экспонометром имел заводское обозначение «Киев-17Б». В СССР в те годы были распространены объективы с креплением М42×1, несовместимые по рабочему отрезку с байонетом F. По одной из версий, выбор этого байонета был продиктован наличием большого парка аппаратуры Nikon, закупленной за валюту для государственных издательств, и стремлением обеспечить совместимость с имеющейся техникой.
Стоимость фотоаппарата в 1980-е годы составляла 270 рублей, что было почти вдвое дороже большинства «Зенитов», однако заметно дешевле фотоаппаратов Praktica.

## Технические характеристики
- Тип применяемого фотоматериала — 35-мм перфорированная фотокиноплёнка шириной 35 мм в стандартных кассетах тип-135. Размер кадра — 24×36 мм.
- Корпус — литой из алюминиевого сплава, с открывающейся задней стенкой, скрытый замок. Автоматически сбрасывающийся счётчик кадров.
- Курковый взвод затвора и перемотки плёнки. Курок имеет два положения — рабочее и транспортное. Обратная перемотка рулеточного типа. Возможность мультиэкспозиции.
- Затвор — механический, ламельный с вертикальным движением двух пар металлических ламелей. Выдержки затвора — от 1 до 1/1000 сек, и «B». Выдержка синхронизации с электронной фотовспышкой — 1/60 с. Фотоаппарат имел необычное расположение головки выдержек — на передней панели камеры.
- Центральный синхроконтакт «Х», кабельный синхроконтакт «Х» и «М». Кабельный синхроконтакт «М» устанавливался не на все фотоаппараты.
- Штатный объектив — «Гелиос-81Н » 2/53 или «МС Гелиос-81Н », репетир диафрагмы.
- Тип крепления объектива — байонет F, рабочий отрезок 46,5 мм.
- Фокусировочный экран — линза Френеля с матовым кольцом, микрорастром и клиньями Додена. Поле зрения видоискателя — 23×35 мм.
- Экспонометр отсутствует.
- Механический автоспуск.
- Резьба штативного гнезда — 1/4 дюйма.

## «Киев-20»
С 1983 по 1986 год выпускался «Киев-20» — второй фотоаппарат этого семейства с сопряжённым TTL-экспонометром — полуавтоматическая установка экспозиции на открытой диафрагме.
Экспонометрическое устройство с двумя сернисто-кадмиевыми (CdS) фоторезисторами. Светодиодная индикация о работе экспонометрического устройства в поле зрения видоискателя. При установленной светочувствительности фотоплёнки и выдержке вращением кольца установки диафрагмы необходимо добиться свечения среднего светодиода. Другие светодиоды информируют о неправильной установке экспозиции: верхний — передержка, нижний — недодержка. Диапазон светочувствительности фотоплёнки 16-2000 ед. ГОСТ. При применении светофильтров автоматически вносятся поправки на их плотность.
Источник питания полуавтоматической экспонометрии — четыре элемента СЦ-32, МЦ-0,105 (современный аналог LR-44, AG-13).
Стоимость фотоаппарата в 1980-е годы составляла 400 рублей.
Выпуск прекращён по экономическим причинам.

## «Киев-19» и «Киев-19М»
С 1985 по 1991 год выпускался «Киев-19» — третий фотоаппарат этого семейства, упрощённая и удешевлённая модификация «Киева-20».
Полуавтоматическая установка экспозиции на закрытой до рабочего значения диафрагме.
Диапазон выдержек сокращён — от 1/2 сек до 1/500 сек, также сокращён диапазон применяемой светочувствительности фотоплёнки.
Автоспуск отсутствует, мультиэкспозиция отсутствует.
Источник питания полуавтоматической экспонометрии — два элемента СЦ-32, МЦ-0,105 (современный аналог LR-44, AG-13).
Стоимость фотоаппарата в 1980-е годы составляла 150 рублей.
С 1991 года выпускался фотоаппарат «Киев-19М» с изменённым дизайном и с полуавтоматической установкой экспозиции на открытой диафрагме.

## «Киев-18»
«Киев-18» (вторая половина 1980-х) — TTL-экспонометр, автоматическая установка экспозиции на открытой диафрагме (приоритет диафрагмы), репетир диафрагмы для контроля глубины резко изображаемого пространства, ламельный затвор с электронным управлением. Возможность присоединения оригинального моторного привода (контактная группа и полумуфта). Выпущен в малом количестве.

## Объективы с байонетом Nikon (СССР)
| Объектив       | Фокусное расстояние | Относительное отверстие |
| -------------- | ------------------- | ----------------------- |
| МС Мир-20Н     | 20                  | 3,5                     |
| МС Мир-24Н     | 35                  | 2                       |
| МС Волна-8Н    | 50                  | 1,2                     |
| МС Гелиос-81Н  | 50                  | 2                       |
| МС Калейнар-5Н | 100                 | 2,8                     |
| Телеар-Н       | 200                 | 3,5                     |
| МС Янтарь-14Н  | 28 — 85             | 2,8 — 3,5               |
| МС Гранит-11Н  | 80 — 200            | 4,5                     |
| МС Яшма-4Н     | 300                 | 2.8                     |

- Фотоаппараты «Киев» с байонетом Н комплектовались адаптером для установки объективов с резьбовым соединением M42×1/45,5. Так как рабочий отрезок байонета Н был на 1 мм больше рабочего отрезка крепления М42×1 (плюс толщина адаптера) — с «зенитовскими» объективами была возможна только портретная или макросъёмка.